# Roberto Fleitas
Roberto Fleitas Arias (Montevideo, 25 maggio 1933 – Montevideo, 3 marzo 2024) è stato un calciatore e allenatore di calcio uruguaiano, di ruolo difensore.

## Carriera

### Giocatore

#### Club
Giocò per il Liverpool di Montevideo per un periodo, disimpegnandosi come difensore centrale.

#### Nazionale
Sebbene non ci siano fonti ufficiali della Federazione calcistica dell'Uruguay, La República, quotidiano nazionale uruguaiano, sostiene che Fleitas abbia giocato sporadicamente per la Nazionale.

### Allenatore
Ottenne due promozioni in prima divisione uruguaiana, dapprima con il Progreso e successivamente con il Central Español. Nel 1987 venne assunto dalla Federazione nazionale per sostituire Omar Borrás alla guida della selezione dalla maglia celeste, in seguito all'eliminazione di quest'ultima dal campionato del mondo 1986. Al suo primo anno da commissario tecnico, Fleitas si trovò a dover fronteggiare la massima competizione continentale, la Copa América 1987; il suo predecessore riuscì ad aggiudicarsi la precedente edizione, e ciò permise all'Uruguay di accedere direttamente alle semifinali. Fleitas mandò in campo una formazione improntata all'attacco, configurata con un 4-3-3; vinta per 1-0 la prima sfida con l'Argentina, il CT ripropose gli stessi undici in finale, e con un altro 1-0 firmato da Bengoechea, l'Uruguay si laureò campione del Sudamerica. Nel 1988 il tecnico lasciò il proprio posto in panchina a Tabarez, che portò poi la selezione a Italia 1990, e accettò l'offerta del Nacional Montevideo. Fleitas prese dunque la guida della squadra della capitale all'alba della Coppa Libertadores 1988, e vinse tale competizione, stavolta adottando il 4-4-2. La finale contro il Newell's Old Boys, sodalizio argentino, terminò a favore degli uruguaiani per differenza reti, dato che nelle due regolamentari disfide le squadre ne vinsero una ciascuna. Il Nacional si qualificò pertanto per la Coppa Intercontinentale 1988, che lo vide contrapposto al PSV, campione d'Europa. Nuovamente il 4-4-2 fu lo schema scelto da Fleitas; per due volte Ostolaza marcò, dapprima portando in vantaggio la propria squadra e successivamente riequilibrando il risultato dopo i gol di Romário e Ronald Koeman. Ai rigori Seré respinse quattro tiri, e Fleitas ottenne il secondo titolo in un anno, quello di campione del Mondo per club. Nel 1992 arrivò la sua unica vittoria in campo nazionale, il campionato uruguaiano del 1992. Il tecnico lasciò la formazione della capitale proprio in quello stesso anno, ma ne riprese le redini per un periodo nel 1997, dopo l'addio di Miguel Ángel Puppo. La sua ultima esperienza in panchina fu al Liverpool, sua squadra da giocatore: assunto nel gennaio del 2000, nell'agosto del medesimo anno, a causa dei risultati non positivi ottenuti dal club, venne esonerato.

## Palmarès

### Allenatore

#### Club

##### Competizioni nazionali
- Campionato uruguaiano: 1

Nacional: 1992

##### Competizioni internazionali
- Coppa Libertadores: 1

Nacional: 1988
- Coppa Intercontinentale: 1

Nacional: 1988

#### Nazionale
- Coppa America: 1

Argentina 1987

#### Individuale
- Allenatore sudamericano dell'anno: 1

1988